# Éclusier-Vaux
Éclusier-Vaux település Franciaországban, Somme megyében. Lakosainak száma 86 fő (2022. január 1.). Éclusier-Vaux Cappy, Curlu, Frise, Maricourt és Suzanne községekkel határos.

## Népesség
A település népességének változása:
| Lakosok száma | 81   | 81   | 120  | 81   | 83   | 84   | 85   | 86   | 86   |
|               | 2013 | 2015 | 2016 | 2017 | 2018 | 2019 | 2020 | 2021 | 2022 |